# Coscinodon calyptratus
Coscinodon calyptratus är en bladmossart som beskrevs av C. E. O. Jensen in Kindberg 1897. Coscinodon calyptratus ingår i släktet Coscinodon och familjen Grimmiaceae. Inga underarter finns listade i Catalogue of Life.